# サン・スペラーテ
サン・スペラーテ（イタリア語: San Sperate）は、イタリア共和国サルデーニャ州南サルデーニャ県にある、人口約8,300人の基礎自治体（コムーネ）。

## 地理

### 位置・広がり

#### 隣接コムーネ
隣接するコムーネは以下の通り。括弧内のCAはカリャリ県所属を示す。
- アッセーミニ (CA)
- デチモマンヌ (CA)
- モナスティール
- セストゥ (CA)
- ヴィッラソール